# Урус-Мартанівський джамаат
Уру́с-Марта́нівський джамаа́т (чеч. Хьалха-Мартан джамаӀат) — найбільше релігійно-політичне воєнізоване угруповання чеченських салафітів , що сформувалося на основі загону військового командира Рамзана Ахмадова в Урус-Мартані в 1996 році . Угруповання виступало за створення в Чечні незалежної ісламської держави та запровадження законів шаріату . Під час Другої російсько-чеченської війни джамаат називали найсильнішою військовою силою в Чечні, яка вела бойові дії проти ЗС РФ. Більшість членів цієї організації були представниками тейпу Гендарганой.
У 1999 році був частково реорганізований в Ісламську бригаду (ІБ) під командуванням Рамзана Ахмадова .

## Становлення та діяльність
Угруповання сформувалося на основі загону польового командира Рамзана Ахмадова в кінці Першої російсько-чеченської війни — в 1996 році .
У 1997 році Урус-Мартанівський джамаат включився в процес ісламізації Ічкерії, виконуючи функцію супротивника світського характеру політики влади республіки. Угруповання звинувачували в замаху на президента Аслана Масхадова та викраденні генерала Геннадія Шпігуна .
У 1998 році Урус-Мартанівський джамаат надав притулок дагестанським салафітам . У тому ж році його керівники Рамзан та Різван Ахмадови були включені до складу Вищого військового маджлісуль шури об'єднаних сил моджахедів Кавказу .
Урус-Мартан був перетворений на столицю ваххабізму Ічкерії. У місті утримувалися захоплені заручники. Самі бойовики стверджували, що «до викрадень піддаються лише вороги ісламу» .
Під час Другої російсько-чеченської війни Урус-Мартанівський джамаат був включений до складу Ісламської бригади (ІБ), яку очолив Рамзан Ахмадов .

## Аміри та керівники
| Аміри Урус-Мартанівського джамаату |                       |                                        |                |
| Ім'я та прізвище                   | Виходець з міста/села | Посада                                 | Роки правління |
| Рамзан Ахмадов                     | Урус-Мартан           | Амір Урус-Мартановского джамаату       | 1996—2001      |
| Хута Ахмадов                       | Урус-Мартан           | Член шури Урус-Мартанівського джамаату | 1996—1999      |
| Магомед Цагараєв                   | Урус-Мартан           | Наїб Урус-Мартановського джамаату      | 1996—2001      |
| Різван Ахмадов                     | Урус-Мартан           | Наїб Урус-Мартанівського джамаату      | 1996—2001      |
| Зелімхан Ахмадов                   | Урус-Мартан           | Командир Урус-Мартанівського джамаату  | 1996—2001      |
| Халід Седаєв                       | Урус-Мартан           | Командир Урус-Мартанівського джамаату  | 1996—2001      |
| Різван Вараєв                      | Урус-Мартан           | Член шури Урус-Мартанівського джамаату | 1996—2001      |
| Апті Абітаєв                       | Урус-Мартан           | Член шури Урус-Мартанівського джамаату | 1996—2001      |
| Солсбек Шадукаєв                   | Танги-Чу              | Амір Урус-Мартанівського джамаату      | В 2001         |
| Аслан Дукузов                      | Урус-Мартан           | Амір Урус-Мартановского джамаату       | 2001—2002      |
| Іса Гельхаєв                       | Рошни-Чу              | Амір Урус-Мартанівського джамаату      | В 2003         |
| Таус Удаєв                         | Урус-Мартан           | Амір Урус-Мартанівського джамаату      | В 2004         |
| Муса Гельхаєв                      | Рошни-Чу              | Амір Урус-Мартанівського джамаату      | В 2004         |
| Руслан Вахаєв                      | Урус-Мартан           | Амір Урус-Мартанівського джамаату      | В 2005         |
| Тимур Дааєв                        | Урус-Мартан           | Амір Урус-Мартанівського джамаату      | В 2006         |

## Зовнішні посилання
- Урус-Мартановский джамаат. terroristica.info. Процитовано 18 квітня 2022.